# Ubisoft
Ubisoft Entertainment SA (/ˈjuːbisɒft/; franceză: [ybisɔft]; fosta Ubi Soft Entertainment SA) este o editură de jocuri video franceză cu sediul în Saint-Mandé cu studiouri de dezvoltare în toată lumea. Francizele sale de jocuri video includ Assassin's Creed, Driver, Far Cry, Just Dance, Prince of Persia, Rabbids, Rayman, Tom Clancy's și Watch Dogs.
Ubisoft rămâne unul dintre cei mai mari angajatori din industria locală de gaming, astfel subsidiara Ubisoft din România este cel mai mare centru de testare din lume al dezvoltatorului francez de jocuri video și al doilea după cel din Canada din punctul de vedere al numărului de angajați.

## Subsidiare
| Nume                      | Locație                               | Fondare         | Achiziționare   | Ref.                 |
| ------------------------- | ------------------------------------- | --------------- | --------------- | -------------------- |
| 1492 Studio               | Vailhauquès, Franța                   | 2014            | martie 2018     | [ 7 ]                |
| Blue Mammoth Games        | Atlanta, Statele Unite                | 2009            | martie 2018     | [ 8 ]                |
| Green Panda Games         | Paris, Franța                         | 2013            | iulie 2019      | [ 9 ]                |
| Hybride Technologies      | Piedmont, Quebec, Canada              | 1991            | 2008            |                      |
| i3D.net                   | Rotterdam, Țările de Jos              | 2002            | martie 2019     | [ 10 ]               |
| Ketchapp                  | Paris, Franța                         | martie 2014     | septembrie 2016 | [ 11 ]               |
| Kolibri Games             | Berlin, Germania                      | 2016            | februarie 2020  | [ 12 ]               |
| Massive Entertainment     | Malmö, Suedia                         | 1997            | noiembrie 2008  |                      |
| Owlient                   | Paris, Franța                         | 2005            | 2011            |                      |
| Quazal                    | Montreal, Canada                      | 1998            | noiembrie 2010  | [ 13 ] [ 14 ] [ 15 ] |
| Red Storm Entertainment   | Cary, Carolina de Nord, Statele Unite | noiembrie 1996  | august 2000     |                      |
| Ubisoft Abu Dhabi         | Abu Dhabi, Emiratele Arabe Unite      | octombrie 2011  | N/A             |                      |
| Ubisoft Annecy            | Annecy, Franța                        | 1996            | N/A             |                      |
| Ubisoft Barcelona         | Barcelona, Spania                     | 1998            | N/A             |                      |
| Ubisoft Barcelona Mobile  | Barcelona, Spania                     | 2002            | septembrie 2013 |                      |
| Ubisoft Belgrade          | Belgrad, Serbia                       | noiembrie 2016  | N/A             | [ 16 ]               |
| Ubisoft Berlin            | Berlin, Germania                      | ianuarie 2018   | N/A             | [ 17 ]               |
| Ubisoft Bordeaux          | Bordeaux, Franța                      | septembrie 2017 | N/A             | [ 18 ]               |
| Ubisoft Bucharest         | București, Romania                    | 1992            | N/A             |                      |
| Ubisoft Chengdu           | Chengdu, Sichuan, China               | 2008            | N/A             |                      |
| Ubisoft Düsseldorf        | Düsseldorf, Germania                  | octombrie 1988  | ianuarie 2001   | [ 19 ]               |
| Ubisoft Da Nang           | Da Nang, Vietnam                      | septembrie 2019 | N/A             | [ 20 ]               |
| Ubisoft Halifax           | Halifax, Noua Scoție, Canada          | 2003            | octombrie 2015  |                      |
| Ubisoft Ivory Tower       | Villeurbanne, Franța                  | septembrie 2007 | octombrie 2015  |                      |
| Ubisoft Kyiv              | Kiev, Ucraina                         | aprilie 2008    | N/A             |                      |
| Ubisoft Leamington        | Leamington Spa, Anglia                | noiembrie 2002  | ianuarie 2017   |                      |
| Ubisoft Mainz             | Mainz, Germania                       | octombrie 1988  | ianuarie 2001   | [ 19 ]               |
| Ubisoft Milan             | Milan, Italia                         | 1998            | N/A             |                      |
| Ubisoft Montpellier       | Castelnau-le-Lez, Franța              | 1994            | N/A             |                      |
| Ubisoft Montréal          | Montréal, Canada                      | 1997            | N/A             |                      |
| Ubisoft Mumbai            | Mumbai, India                         | iunie 2018      | N/A             | [ 21 ]               |
| Ubisoft Nadeo             | Paris, Franța                         | noiembrie 2000  | octombrie 2009  |                      |
| Ubisoft Odesa             | Odesa, Ucraina                        | martie 2018     | N/A             | [ 21 ]               |
| Ubisoft Paris             | Montreuil, Franța                     | 1992            | N/A             |                      |
| Ubisoft Paris Mobile      | Montreuil, Franța                     | 2013            | N/A             |                      |
| Ubisoft Film & Television | Montreuil și Los Angeles              | 2011            | N/A             | [ 22 ]               |
| Ubisoft Philippines       | Taguig, Filipine                      | martie 2016     | N/A             |                      |
| Ubisoft Pune              | Pune, India                           | 2000            | 2008            |                      |
| Ubisoft Quebec            | Quebec, Canada                        | iunie 2005      | N/A             |                      |
| Ubisoft Redlynx           | Helsinki, Finlanda                    | august 2000     | noiembrie 2011  |                      |
| Ubisoft Reflections       | Newcastle upon Tyne, Anglia           | iulie 1984      | iulie 2006      |                      |
| Ubisoft Saguenay          | Chicoutimi, Canada                    | februarie 2018  | N/A             |                      |
| Ubisoft Shanghai          | Shanghai, China                       | 1996            | N/A             |                      |
| Ubisoft Sherbrooke        | Sherbrooke, Canada                    | noiembrie 2021  | N/A             |                      |
| Ubisoft Singapore         | Singapore                             | iulie 2008      | N/A             |                      |
| Ubisoft Sofia             | Sofia, Bulgaria                       | 2006            | N/A             |                      |
| Ubisoft Stockholm         | Stockholm, Sweden                     | 2017            | N/A             |                      |
| Ubisoft Toronto           | Toronto, Canada                       | mai 2010        | N/A             |                      |
| Ubisoft Winnipeg          | Winnipeg, Canada                      | aprilie 2018    | N/A             |                      |

### Foste
| Nume                   | Locație                                      | Fondare        | Achiziționare  | Închidere       | Ref.                 |
| ---------------------- | -------------------------------------------- | -------------- | -------------- | --------------- | -------------------- |
| Game Studios           | Los Angeles, Statele Unite                   | ianuarie 2001  | martie 2001    | martie 2001     | [ 23 ] [ 24 ] [ 25 ] |
| Microïds Canada        | Montreal, Canada                             | N/A            | martie 2005    | martie 2005     | [ 26 ]               |
| Related Designs        | Mainz, Germania                              | 1995           | martie 2013    | aprilie 2014    | [ 27 ] [ 28 ]        |
| Sinister Games         | Chapel Hill, Carolina de Nord, Statele Unite | 1997           | mai 2000       | 2003            | [ 29 ] [ 30 ] [ 31 ] |
| Southlogic Studios     | Porto Alegre, Brazilia                       | 1996           | ianuarie 2009  | ianuarie 2009   | [ 32 ]               |
| Sunflowers Interactive | Heusenstamm, Germania                        | 1993           | aprilie 2007   | aprilie 2007    | [ 33 ]               |
| THQ Montreal           | Montreal, Canada                             | octombrie 2010 | ianuarie 2013  | ianuarie 2013   | [ 34 ] [ 35 ]        |
| Tiwak                  | Montpellier, Franța                          | august 2000    | decembrie 2003 | martie 2011     | [ 36 ] [ 37 ] [ 38 ] |
| Ubi Studios            | Oxford, Anglia                               | N/A            | mai 2000       | N/A             | [ 39 ] [ 30 ] [ 40 ] |
| Ubisoft Casablanca     | Casablanca, Maroc                            | aprilie 1998   | N/A            | iunie 2016      | [ 41 ]               |
| Ubisoft Osaka          | Osaka, Japonia                               | 1996           | 2008           | decembrie 2024  | [ 42 ]               |
| Ubisoft London         | Londra, Anglia                               | 2009           | octombrie 2013 | septembrie 2023 | [ 43 ]               |
| Ubisoft San Francisco  | San Francisco, Statele Unite                 | 2009           | N/A            | decembrie 2024  | [ 42 ]               |
| Ubisoft Sao Paulo      | São Paulo, Brazilia                          | iulie 2008     | N/A            | 2010            | [ 44 ] [ 45 ]        |
| Ubisoft Vancouver      | Vancouver, Canada                            | 2006           | februarie 2009 | ianuarie 2012   | [ 46 ] [ 47 ]        |
| Ubisoft Zurich         | Thalwil, Elveția                             | august 2011    | N/A            | octombrie 2013  | [ 48 ] [ 49 ]        |
| Wolfpack Studios       | Round Rock, Texas, Statele Unite             | 1999           | martie 2004    | mai 2006        | [ 50 ] [ 51 ] [ 52 ] |

## Jocuri Ubisoft
| Platforme de jocuri video |
| ------------------------- |

| 3DO   | 3DO                                |
| Ami   | Commodore Amiga                    |
| ATR26 | Atari 2600 / Video Computer System |
| C64   | Commodore 64                       |
| CPC   | Amstrad CPC                        |
| DC    | Dreamcast                          |
| DOS   | DOS / MS-DOS                       |
| GB    | Game Boy                           |
| GBA   | Game Boy Advance                   |
| GBC   | Game Boy Color                     |
| GCN   | Nintendo GameCube                  |

| 3DS    | Platformă nerecunoscută.                |
| Mac    | Macintosh / Mac OS                      |
| N64    | Nintendo 64                             |
| NDS    | Nintendo DS                             |
| NES    | Nintendo Entertainment System / Famicom |
| Pippin | Platformă nerecunoscută.                |
| PS1    | PlayStation / PSone                     |
| PS2    | PlayStation 2                           |
| PS3    | PlayStation 3                           |
| PS4    | Platformă nerecunoscută.                |
| PSP    | PlayStation Portable                    |

| PSVita | Platformă nerecunoscută.  |
| Sat    | Sega Saturn               |
| SMD    | Sega Mega Drive / Genesis |
| SNES   | Super NES / Super Famicom |
| ST     | Atari ST                  |
| Wii    | Wii                       |
| WiiU   | Platformă nerecunoscută.  |
| Win    | Microsoft Windows         |
| X360   | Xbox 360                  |
| Xbox   | Xbox                      |
| XBO    | Platformă nerecunoscută.  |
| ZX     | ZX Spectrum               |

| 3DO   | 3DO                                |
| Ami   | Commodore Amiga                    |
| ATR26 | Atari 2600 / Video Computer System |
| C64   | Commodore 64                       |
| CPC   | Amstrad CPC                        |
| DC    | Dreamcast                          |
| DOS   | DOS / MS-DOS                       |
| GB    | Game Boy                           |
| GBA   | Game Boy Advance                   |
| GBC   | Game Boy Color                     |
| GCN   | Nintendo GameCube                  |

| 3DS    | Platformă nerecunoscută.                |
| Mac    | Macintosh / Mac OS                      |
| N64    | Nintendo 64                             |
| NDS    | Nintendo DS                             |
| NES    | Nintendo Entertainment System / Famicom |
| Pippin | Platformă nerecunoscută.                |
| PS1    | PlayStation / PSone                     |
| PS2    | PlayStation 2                           |
| PS3    | PlayStation 3                           |
| PS4    | Platformă nerecunoscută.                |
| PSP    | PlayStation Portable                    |

| PSVita | Platformă nerecunoscută.  |
| Sat    | Sega Saturn               |
| SMD    | Sega Mega Drive / Genesis |
| SNES   | Super NES / Super Famicom |
| ST     | Atari ST                  |
| Wii    | Wii                       |
| WiiU   | Platformă nerecunoscută.  |
| Win    | Microsoft Windows         |
| X360   | Xbox 360                  |
| Xbox   | Xbox                      |
| XBO    | Platformă nerecunoscută.  |
| ZX     | ZX Spectrum               |

| Nume                                                    | Lansare   | Platforme                                             |
| ------------------------------------------------------- | --------- | ----------------------------------------------------- |
| 10 Great Games                                          | 1991      | Ami, DOS                                              |
| 10 Megahits Vol. 2                                      | 1990      | Ami, DOS                                              |
| 10 Megahits Vol. 3                                      | 1991      | Ami, DOS                                              |
| 187: Ride or Die                                        | 2005      | PS2, Xbox                                             |
| 100 All-Time Favorites                                  | 2009      | NDS                                                   |
| ABBA: You Can Dance                                     | 2011      | Wii                                                   |
| Academy of Champions                                    | 2009      | Wii                                                   |
| L'Anneau de Zengara                                     | 1987      | CPC, ST                                               |
| Animaniacs                                              | 2011      | Wii                                                   |
| Action Soccer                                           | 1995      | DOS                                                   |
| The Adventures of Tintin: The Secret of the Unicorn     | 2011      | Win, iOS, 3DS, PS3, Wii, X360                         |
| The Adventures of Valdo & Marie                         | 1997      | Win                                                   |
| Air Combat Aces                                         | 1991      | Ami                                                   |
| Alexander                                               | 2004      | Win                                                   |
| Alex Builds His Farm                                    | 1999      | Win                                                   |
| Alex Ferguson's Player Manager 2001                     | 2001      | PS1                                                   |
| Alexi Lalas Red Hot Soccer                              | 1996      | Win                                                   |
| Alfred Hitchcock Presents: The Final Cut                | 2001      | Win                                                   |
| All Star Tennis '99                                     | 1998      | N64, PS1, GBC                                         |
| All You Can Play: 10 Racing Games                       | 1999      | Win                                                   |
| America's Army: Rise of a Soldier                       | 2006      | Xbox                                                  |
| AND 1 Streetball                                        | 2006      | PS2, Xbox                                             |
| Anno 1404                                               | 2009      | Win, Wii, NDS                                         |
| Anno 2070                                               | 2011      | Win                                                   |
| Anno 2205                                               | 2015      | Win                                                   |
| Anne McCaffrey's Freedom: First Resistance              | 2000      | Win                                                   |
| Animorphs                                               | 2000      | GBC                                                   |
| Anvil of Dawn                                           | 1995      | DOS                                                   |
| Ape Escape 2                                            | 2003      | PS2                                                   |
| Arcatera: The Dark Brotherhood                          | 2000      | Win                                                   |
| Armored Core 2                                          | 2001      | PS2                                                   |
| Armored Core: For Answer                                | 2008      | PS3, X360                                             |
| Asghan: The Dragon Slayer                               | 1998      | Win                                                   |
| Asphalt                                                 | 1987      | CPC                                                   |
| Asphalt Urban GT                                        | 2004      | Mobile Phone, N-Gage, NDS                             |
| Asphalt 2: Urban GT                                     | 2005      | N-Gage, NDS, PSP                                      |
| Advance Guardian Heroes                                 | 2004      | GBA                                                   |
| Ape Escape: Pumped & Primed                             | 2004      | PS2                                                   |
| Assassin's Creed                                        | 2007      | PS3, X360, Win                                        |
| Assassin's Creed II                                     | 2009      | PS3, X360, Win, Mac                                   |
| Assassin's Creed: Bloodlines                            | 2009      | PSP                                                   |
| Assassin's Creed: Altaïr's Chronicles                   | 2009      | NDS, iOS, webOS, Windows Phone                        |
| Assassin's Creed: Brotherhood                           | 2010      | PS3, X360, Win, Mac                                   |
| Assassin's Creed: Revelations                           | 2011      | PS3, X360, Win                                        |
| Assassin's Creed III                                    | 2012      | PS3, X360, Win, WiiU                                  |
| Assassin's Creed III: Liberation                        | 2012      | PSVita                                                |
| Assassin's Creed IV: Black Flag                         | 2013      | Win, PS3, PS4, X360, XBO, WiiU                        |
| Assassin's Creed: Freedom Cry                           | 2013      | Win, PS3, PS4, X360, XBO                              |
| Assassin's Creed Rogue                                  | 2014      | PS3, X360, Win                                        |
| Assassin's Creed Unity                                  | 2014      | Win, PS4, XBO                                         |
| Assassin's Creed Identity                               | 2015      | iOS                                                   |
| Assassin's Creed Chronicles                             | 2015–16   | Win, PS4, XBO                                         |
| Assassin's Creed Syndicate                              | 2015      | Win, PS4, XBO                                         |
| America's Army: True Soldiers                           | 2007      | X360                                                  |
| Armored Core: for Answer                                | 2008      | PS3, X360                                             |
| Asterix: These Romans are Crazy!                        | 2009      | NDS                                                   |
| Astonishia Story                                        | 2006      | PSP                                                   |
| Babel Rising 3D                                         | 2012      | PS3, X360, Win                                        |
| Back to the Golden Age                                  | 1991      | CPC, ST                                               |
| B.A.T.                                                  | 1990      | Ami, CPC, ST, C64, DOS                                |
| B.A.T. II - The Koshan Conspiracy                       | 1992      | Ami, DOS, ST                                          |
| Baldur's Gate: Dark Alliance                            | 2004      | PS2                                                   |
| Batman Beyond: Return of the Joker                      | 2000      | GBC, PS1, N64                                         |
| Batman: Rise of Sin Tzu                                 | 2003      | Xbox, PS2                                             |
| Batman: Vengeance                                       | 2001      | Xbox, GCN, PS2, GBA, Win                              |
| Batman: Gotham City Racer                               | 2001      | PS1                                                   |
| Batman: Chaos in Gotham                                 | 2001      | GBC                                                   |
| Battle Realms                                           | 2001      | Win                                                   |
| Battle Tag                                              | 2010      |                                                       |
| Battle of Giants: Dinosaurs                             | 2008      | NDS                                                   |
| Battle of Giants: Dinosaurs Fight for Survival          | 2010      | NDS                                                   |
| Battle of Giants: Dragons                               | 2009      | NDS                                                   |
| Battle of Giants: Dragons Bronze Edition                | 2009      | NDS                                                   |
| Battle of Giants: Mutant Insects                        | 2010      | NDS                                                   |
| Battle of Giants: Mutant Insects Revenge                | 2010      | NDS                                                   |
| Battles of Prince of Persia                             | 2005      | NDS                                                   |
| Beowulf: The Game                                       | 2007      | Win, PS3, X360, PSP                                   |
| Beyond Good & Evil                                      | 2003      | Xbox, PS2, GCN, Win : HD Version (2011) PSN, XBLA     |
| Beyond Good & Evil 2                                    | TBA       | XBO, PS4, Win, WiiU                                   |
| Blazing Angels                                          | 2006      | Xbox, X360, PS3, Win                                  |
| Blazing Angels 2: Secret Missions of WWII               | 2007      | PS3, X360, Win, Wii                                   |
| Bot Squad                                               | 2014      | iOS                                                   |
| Brothers in Arms: D-Day                                 | 2005      | PSP                                                   |
| Brothers in Arms: Earned in Blood                       | 2005      | Win, PS2, Xbox                                        |
| Brothers in Arms: Road to Hill 30                       | 2005      | Win, PS2, Xbox                                        |
| Brothers in Arms: Hell's Highway                        | 2008      | Win, PS3, X360                                        |
| Brothers in Arms: Furious 4                             | Cancelled | Win, PS3, X360                                        |
| Buck Bumble                                             | 1998      | N64                                                   |
| Business Tycoon                                         | 2001      | Win                                                   |
| C.O.P.: The Recruit                                     | 2009      | NDS                                                   |
| Call of Juarez                                          | 2006      | Win, X360                                             |
| Call of Juarez: Bound in Blood                          | 2009      | Win, X360, PS3                                        |
| Call of Juarez: The Cartel                              | 2011      | Win, X360, PS3                                        |
| Call of Juarez: Gunslinger                              | 2013      | Win, X360, PS3                                        |
| Capitalism 2                                            | 2001      | Win                                                   |
| Catz 5                                                  | 2002      | Win                                                   |
| Catching Granda Jimmy: Battle of the Ages               | 2003      | PS2, GC                                               |
| Charlie's Angels                                        | 2003      | PS2, GC                                               |
| The Chessmaster 2000                                    | 1990      | CPC                                                   |
| Chessmaster                                             | 2003      | Xbox, PS2, Win                                        |
| Chessmaster 9000                                        | 2002      | Win, Mac                                              |
| Chessmaster 10th Edition                                | 2004      | Win                                                   |
| Child of Light                                          | 2014      | PS3, PS4, PSVita, WiiU, Win, X360, XBO                |
| Cesar Millan's The Dog Whisperer                        | 2008      | NDS, Win                                              |
| Circus Games                                            | 2008      | Wii                                                   |
| Cloudy with a Chance of Meatballs                       | 2009      | Win, X360, Wii, PS3, NDS, PSP                         |
| Cold Fear                                               | 2005      | Win, Xbox, PS2                                        |
| Conflict Zone                                           | 2001      | Win, DC, PS2                                          |
| Conquest: Frontier Wars                                 | 2001      | Win                                                   |
| Conspiration de l'An III                                | 1988      | CPC                                                   |
| Cover Girl                                              | 2009      | PSP                                                   |
| Cranium Kabookii                                        | 2007      |                                                       |
| Crouching Tiger, Hidden Dragon                          | 2003      | Xbox, PS2, GBA                                        |
| CSI: Crime Scene Investigation                          | 2003      | Win, Xbox, Mac                                        |
| CSI: Dark Motives                                       | 2004      | Win, NDS                                              |
| CSI: Miami                                              | 2004      | Win, iPhone                                           |
| CSI: 3 Dimensions of Murder                             | 2006      | Win, PS2                                              |
| CSI: Hard Evidence                                      | 2007      | Win, X360, Wii                                        |
| CSI: NY                                                 | 2008      | Win                                                   |
| CSI: Deadly Intent                                      | 2009      | Win, X360, Wii, NDS                                   |
| CSI: Fatal Conspiracy                                   | 2010      | Win, X360, PS3, Wii                                   |
| Cubic Ninja                                             | 2011      | 3DS                                                   |
| Cybermind - Planet of Riddle                            | 1988      | ST                                                    |
| Dance on Broadway                                       | 2010      | Wii, PS3                                              |
| Dark Messiah of Might and Magic                         | 2006      | Win                                                   |
| Dark Messiah of Might and Magic: Elements               | 2008      | X360                                                  |
| Destroyer Command                                       | 2002      | Win                                                   |
| Devil May Cry 3                                         | 2006      | Win                                                   |
| Disney's Dinosaur                                       | 2000      | Win, PS1, PS2, DC, GBC                                |
| Disney's PK: Out of the Shadows                         | 2002      | GCN, PS2                                              |
| Dogz 5                                                  | 2002      | Win, GBA                                              |
| The Dog Island                                          | 2007      | Wii, PS2                                              |
| Donald Duck: Goin' Quackers                             | 2000      | Win, PS1, N64, DC, GBC, GCN, PS2                      |
| Downtown Run                                            | 2003      | Win, PS2, GCN                                         |
| Driver: Parallel Lines                                  | 2007      | Win, Wii                                              |
| Driver: Renegade 3D                                     | 2011      | 3DS                                                   |
| Driver 76                                               | 2007      | PSP                                                   |
| Driver: San Francisco                                   | 2011      | Mac, Win, PS3, X360, Wii, 3DS                         |
| Driver Speedboat Paradise                               | 2015      | iOS, Android                                          |
| Dragon Riders: Chronicles of Pern                       | 2001      | DC, Win                                               |
| Dungeon Hunter: Alliance                                | 2011      | PS3, PSVita                                           |
| Dyna Blaster                                            | 1992      | Ami, DOS, ST                                          |
| Emergency Heroes                                        | 2008      | Wii                                                   |
| Enchanted Arms                                          | 2006      | X360, PS3                                             |
| Ener-G                                                  | 2008      | NDS                                                   |
| ESPN Sports Connection                                  | 2012      | WiiU                                                  |
| Evil Twin: Cyprien's Chronicles                         | 2001      | DC, PS2, Win                                          |
| Evolution Worlds                                        | 2002      | GCN                                                   |
| EXIT                                                    | 1988      | CPC                                                   |
| F1 Pole Position 64                                     | 1997      | N64                                                   |
| F1 Pole Position                                        | 1993      | GB                                                    |
| F1 Racing Championship                                  | 2001      | Win, PS1, N64, PS2, DC                                |
| F1 Racing Simulation                                    | 1998      | Win                                                   |
| Faces of War                                            | 2006      | Win                                                   |
| Far Cry                                                 | 2004      | Win                                                   |
| Far Cry Instincts                                       | 2005      | Xbox                                                  |
| Far Cry Instincts Evolution                             | 2006      | Xbox                                                  |
| Far Cry Instincts Predator                              | 2006      | X360                                                  |
| Far Cry Primal                                          | 2016      | PS4, Xbox One, PC                                     |
| Far Cry: Vengeance                                      | 2006      | Wii                                                   |
| Far Cry 2                                               | 2008      | Win, PS3, X360                                        |
| Far Cry 3                                               | 2012      | Win, PS3, X360                                        |
| Far Cry 3: Blood Dragon                                 | 2013      | Win, PS3, X360                                        |
| Far Cry 4                                               | 2014      | Win, PS3, X360, PS4, XBO                              |
| Far Cry 5                                               | 2018      | Win, PS4, XBO, Stadia                                 |
| Far Cry New Dawn                                        | 2019      | Win, PS4, XBO, Stadia                                 |
| Far Cry 6                                               | 2021      | Win, PS4, PS5, XBO, XBX/S, Stadia, Amazon Luna        |
| For Honor                                               | 2017      | Win, PS4, XBO                                         |
| Fer et flamme                                           | 1986      | CPC                                                   |
| Final Command                                           | 1987      | Ami, ST, CPC                                          |
| Flow: Urban Dance Uprising                              | 2005      | PS2                                                   |
| Fred                                                    | 1989      | Ami, ST                                               |
| From Dust                                               | 2011      | PC, PSN, XBLA                                         |
| Gabrielle                                               | 1987      | CPC, ST, DOS                                          |
| GT Pro Series                                           | 2006      | Wii                                                   |
| Great Courts                                            | 1989      | Ami, Lynx, C64, CPC, DOS, SNES, ST, ZX                |
| Great Courts 2                                          | 1991      | Ami, DOS, ST                                          |
| Grey's Anatomy: The Video Game                          | 2009      | Win, Wii, NDS                                         |
| Grandia                                                 | 2000      | PS1                                                   |
| Grandia 2                                               | 2000      | Win, PS2, DC                                          |
| Grow Home                                               | 2015      | Win, PS4                                              |
| Grow Up                                                 | 2016      | Win, PS4, XBO                                         |
| Hamsterz Life 2                                         | 2009      | NDS                                                   |
| Haze                                                    | 2008      | PS3                                                   |
| Hell-Copter                                             | 1999      | Win                                                   |
| Heroes of Might and Magic V                             | 2006      | Win, Mac                                              |
| Heroes of Might and Magic V: Hammers of Fate            | 2006      | Win                                                   |
| Heroes of Might and Magic V: Tribes of the East         | 2007      | Win                                                   |
| Heroes of the Pacific                                   | 2005      | PS2, PSP, Win, Xbox                                   |
| Hexcite                                                 | 1998      | GBC                                                   |
| Hooters Road Trip                                       | 2002      | Win, PS1                                              |
| Hurlements                                              | 1988      | CPC, DOS                                              |
| Hype: The Time Quest                                    | 1999      | Win, PS2                                              |
| I Am Alive                                              | 2012      | X360, PS3, Win, Xbox Live Arcade, PlayStation Network |
| IL-2 Sturmovik                                          | 2001      | Win                                                   |
| IL-2 Sturmovik: Forgotten Battles Ace Expansion Pack    | 2004      | Win                                                   |
| IL-2 Sturmovik: Cliffs of Dover                         | 2011      | Win                                                   |
| Indiana Jones and the Last Crusade                      | 1993      | NES                                                   |
| Animal Doctor                                           | 2007      | NDS                                                   |
| Babyz                                                   | 2007      | NDS                                                   |
| Fashion Designer                                        | 2007      | NDS                                                   |
| Imagine Fashion Party                                   | 2008      | Wii                                                   |
| Figure Skater                                           | 2007      | NDS                                                   |
| Gymnast                                                 | 2009      | NDS                                                   |
| Master Chef                                             | 2007      | NDS                                                   |
| Party Babyz                                             | 2008      | Wii                                                   |
| Imperialism II: Age of Exploration                      | 1999      | Win                                                   |
| Import Tuner Challenge                                  | 2006      | X360                                                  |
| Iron Lord                                               | 1989      | Ami, C64, CPC, DOS, ST, ZX                            |
| Inertie                                                 | 1987      | CPC                                                   |
| Infestation                                             | 2000      | Win                                                   |
| James Cameron's Avatar: The Game                        | 2009      | X360, PS3, PSP, NDS, Wii, Win                         |
| Jimmy Connors Pro Tennis Tour                           | 1993      | NES, SNES                                             |
| James Noir's Hollywood Crimes                           | 2011      | Nintendo 3DS                                          |
| Just Dance                                              | 2009      | Wii                                                   |
| Just Dance Kids                                         | 2009      | Wii, PS3, X360                                        |
| Just Dance 2                                            | 2010      | Wii                                                   |
| Just Dance Summer Party                                 | 2011      | Wii                                                   |
| Just Dance 3                                            | 2011      | Wii, PS3, X360                                        |
| Just Dance Kids 2                                       | 2011      | Wii, PS3, X360                                        |
| Just Dance: Best Of                                     | 2012      | Wii, PS3, X360                                        |
| Just Dance 4                                            | 2012      | Wii, PS3, X360, WiiU                                  |
| Just Dance 2014                                         | 2013      | PS3, PS4, X360, XBO, Wii, WiiU                        |
| Just Dance 2015                                         | 2014      | PS3, PS4, X360, XBO, Wii, WiiU                        |
| Just Dance 2016                                         | 2015      | PS3, PS4, X360, XBO, Wii, WiiU                        |
| Just Dance 2017                                         | 2016      | PS3, PS4, X360, XBO, Wii, WiiU, Win                   |
| Kutaaa: The Dog of World                                | 2005      | GBA                                                   |
| L'Ile                                                   | 1988      | CPC                                                   |
| L'Oeil de Set                                           | 1987      | CPC                                                   |
| La Chose de Grotemburg                                  | 1987      | CPC                                                   |
| Laura's Happy Adventures                                | 1998      | Win, GBC                                              |
| Le Maître des Âmes                                      | 1987      | CPC, ST, DOS                                          |
| Le Nécromancien                                         | 1987      | CPC                                                   |
| Little Nicky                                            | 2000      | GBC                                                   |
| Lost Magic                                              | 2006      | NDS                                                   |
| Lost: Via Domus                                         | 2008      | Win, PS3, X360                                        |
| Lock On: Modern Air Combat                              | 2003      | Win                                                   |
| Lumines Electronic Symphony                             | 2012      | PSVita                                                |
| Lunar Legend                                            | 2001      | GBA                                                   |
| Lunar: Dragon Song                                      | 2005      | NDS                                                   |
| M'Enfin                                                 | 1987      | CPC                                                   |
| Mange Cailloux                                          | 1987      | CPC                                                   |
| Manhattan 95 Light                                      | 1987      | CPC                                                   |
| Marcel Desailly Pro Football                            | 2002      | PS1                                                   |
| Marvel Avengers: Battle for Earth                       | 2012      | X360, WiiU                                            |
| Masque                                                  | 1986      | ST, CPC, DOS                                          |
| Michael Jackson: The Experience                         | 2010      | Wii, NDS, PSP, X360 Kinect, PSM                       |
| Mad Riders                                              | 2012      | Win, PS3, X360                                        |
| Might & Magic: Heroes VI                                | 2011      | Win                                                   |
| Might & Magic X: Legacy                                 | 2014      | Win                                                   |
| The Mighty Quest for Epic Loot                          | 2013      | Win                                                   |
| Mike Tyson Boxing                                       | 2002      | GBA                                                   |
| Monaco Grand Prix                                       | 1999      | N64, DC, PS1                                          |
| Monaco Grand Prix Racing Simulation 2                   | 1999      | Win                                                   |
| Monster 4x4: Masters of Metal                           | 2003      | PS2, GCN                                              |
| Monster 4x4 World Circuit                               | 2006      | Wii                                                   |
| Movie Games                                             | 2008      | Wii                                                   |
| Mum's Night Off                                         | 2001      | PS2                                                   |
| My French Coach                                         | 2007      | NDS, Wii                                              |
| My French Coach Level 2: Intermediate                   | 2007      | NDS                                                   |
| My Fun Facts Coach                                      | 2008      | NDS                                                   |
| My Japanese Coach                                       | 2008      | NDS                                                   |
| My Chinese Coach                                        | 2008      | NDS                                                   |
| My Life Coach                                           | 2008      | NDS                                                   |
| My SAT Coach                                            | 2008      | NDS                                                   |
| My Spanish Coach                                        | 2007      | NDS, Wii, PSP                                         |
| My Spanish Coach Level 2: Intermediate                  | 2007      | NDS                                                   |
| My Weight Loss Coach                                    | 2008      | NDS                                                   |
| My Word Coach                                           | 2007      | NDS, Wii                                              |
| My Dutch Coach                                          | 2007      | NDS                                                   |
| Myst Masterpiece Edition                                | 2000      | Win                                                   |
| Myst III: Exile                                         | 2001      | Win, Mac                                              |
| Myst IV: Revelation                                     | 2004      | Win, Mac                                              |
| Myst V: End of Ages                                     | 2005      | Win, Mac                                              |
| Moto Racer Advance                                      | 2002      | GBA                                                   |
| Night Hunter                                            | 1989      | ST520, CPC                                            |
| Naruto: Rise of a Ninja                                 | 2007      | X360                                                  |
| Naruto: The Broken Bond                                 | 2008      | X360                                                  |
| No More Heroes                                          | 2007      | Wii                                                   |
| No More Heroes 2: Desperate Struggle                    | 2010      | Wii                                                   |
| NCIS: The Game                                          | 2011      | Win, PS3, X360                                        |
| Omeyad                                                  | 1989      | CPC                                                   |
| Open Season                                             | 2006      | Wii, PS2, PSP, Win, GBA, X360, Xbox, NDS, GCN         |
| Outland                                                 | 2011      | PlayStation Network, Xbox Live Arcade                 |
| Pacific Fighters                                        | 2004      | Win                                                   |
| Panzer General Online                                   | 2013      | Win                                                   |
| Paradise                                                | 2006      | Win                                                   |
| Pawly Pets: My Animal Hospital                          | 2007      | Win                                                   |
| Payuta                                                  | 1994      | Win                                                   |
| Peter Jackson's King Kong                               | 2005      | Win, PS2, GCN, Xbox, X360, PSP, NDS, GBA              |
| Petz: Crazy Monkeyz                                     | 2008      | Wii                                                   |
| Petz Dogz 2                                             | 2007      | Wii, PS2                                              |
| Petz Catz 2                                             | 2007      | Wii, PS2                                              |
| Petz: Horsez Club                                       | 2008      | Wii                                                   |
| Petz: Rescue Wildlife Vet                               | 2008      | Wii                                                   |
| Petz Sports: Dog Playground                             | 2008      | Wii                                                   |
| Peur sur Amityville                                     | 1987      | CPC                                                   |
| Pick 'n Pile                                            | 1990      | Ami AppGS ATR26 C64 CPC Mac ST ZX                     |
| POD - Planet of Death                                   | 1997      | Win                                                   |
| Planet of the Apes                                      | 2001      | PS, Win                                               |
| POD 2 / POD: Speedzone                                  | 2000      | DC                                                    |
| Prince of Persia                                        | 1989      |                                                       |
| Prince of Persia: Warrior Within                        | 2004      | Xbox, PS2, GCN, Win                                   |
| Prince of Persia: The Two Thrones                       | 2005      | Xbox, PS2, GCN, Win, Mac                              |
| Prince of Persia: Revelations                           | 2005      | PSP                                                   |
| Prince of Persia: Rival Swords                          | 2007      | Wii, PSP                                              |
| Prince of Persia                                        | 2008      | X360, PS3, Win, Mac                                   |
| Prince of Persia: The Forgotten Sands                   | 2010      | X360, PS3, Wii, PSP, NDS, Win                         |
| Prince of Persia: The Sands of Time                     | 2003      | PS2, Xbox, GCN, GBA, Win                              |
| Pro Rally 2002                                          | 2002      | PS2, GCN                                              |
| Pro Tennis Tour                                         | 1990      | CPC                                                   |
| Puffy's Saga                                            | 1989      | Ami, C64, CPC, DOS, ST, ZX                            |
| Purple Elastic                                          | 2001      | PS, GBC, N64                                          |
| Racket Sports                                           | 2010      | PS3, PlayStation Move                                 |
| RanX                                                    | 1990      | Ami, DOS, ST                                          |
| Rayman                                                  | 1995      | Win, PS, GBC, Jag, Sat,DOS                            |
| Rayman Advance                                          | 2001      | GBA                                                   |
| Rayman Designer                                         | 1997      | Win                                                   |
| Rayman Gold                                             | 1997      | Win                                                   |
| Rayman Forever                                          | 1998      | Win                                                   |
| Rayman Legends                                          | 2013      | PS3, X360, Win, PSVita, WiiU, XBO, PS4                |
| Rayman 2: The Great Escape                              | 1999      | Win, N64, DC, PS1                                     |
| Rayman 2: Revolution                                    | 2001      | PS2                                                   |
| Rayman DS                                               | 2005      | NDS                                                   |
| Rayman 3D                                               | 2011      | 3DS                                                   |
| Rayman M                                                | 2001      | Win, PS2                                              |
| Rayman Arena                                            | 2002      | Xbox, PS2, GCN, Win                                   |
| Rayman 3: Hoodlum Havoc                                 | 2003      | Xbox, PS2, GCN, Win, GBA, MAC, N-GAGE                 |
| Rayman: Hoodlums' Revenge                               | 2005      | GBA                                                   |
| Rayman Origins                                          | 2011      | PS3, X360, Wii, 3DS, PSVita, Win                      |
| Rayman Raving Rabbids                                   | 2006      | Wii, GBA, PS2, NDS, Win, X360                         |
| Rayman Raving Rabbids 2                                 | 2007      | Wii, NDS                                              |
| Rayman Raving Rabbids TV Party                          | 2008      | Wii, NDS                                              |
| Rayman Rush                                             | 2002      | PS1                                                   |
| Rabbids Go Home                                         | 2009      | Wii, NDS                                              |
| Rabbids Go Home 2: World Tour Crazy Adventures          | 2011      | 3DS                                                   |
| Rabbids Matter of Party                                 | 2012      | Wii, PSVita, 3DS                                      |
| Rabbids Land                                            | 2012      | WiiU                                                  |
| Raving Rabbids Travel In Time                           | 2010      | Wii, 3DS                                              |
| Raving Rabbids Alive & Kicking                          | 2011      | X360                                                  |
| Rabbids Rumble                                          | 2012      | 3DS                                                   |
| Real Football 2008                                      | 2007      | NDS                                                   |
| RealMYST                                                | 2000      | Win, Mac                                              |
| Red Record: Ryan Duguid's Story                         | 2010      | Xbox                                                  |
| Red Steel                                               | 2006      | Wii                                                   |
| Red Steel 2                                             | 2010      | Wii                                                   |
| Redline Racer                                           | 1998      | Win                                                   |
| Resident Evil 4                                         | 2007      | Win                                                   |
| Riven, The Sequel to Myst                               | 1998      | Win                                                   |
| Rocket: Robot on Wheels                                 | 1999      | N64                                                   |
| Rocky                                                   | 2002      | GBA, GCN, PS2, Xbox                                   |
| Rocky Legends                                           | 2004      | Xbox, PS2                                             |
| Rocky Balboa                                            | 2007      | PSP                                                   |
| Rocksmith                                               | 2012      | X360, PS3, PS4, Win, Mac                              |
| R.U.S.E.                                                | 2010      | Wii, X360, PS3, Win, Mac,                             |
| S.C.A.R.S                                               | 1998      | N64, PS, Win                                          |
| Sauvez Yurk                                             | 1990      | CPC                                                   |
| Scott Pilgrim vs. the World: The Game                   | 2010      | PS3, XBLA                                             |
| Shadowbane: The Rise of Chaos                           | 2003      | Win                                                   |
| Shadow Gunner: The Robot Wars                           | 1998      | PS1                                                   |
| Shaun White Snowboarding                                | 2008      | Wii, PS3, X360, Win                                   |
| Shaun White Snowboarding: World Stage                   | 2009      | Wii                                                   |
| Shaun White Skateboarding                               | 2010      | Wii, PS3, X360, Win                                   |
| Sherlock Holmes: Secret of the Silver Earring           | 2004      | Win                                                   |
| ShootMania Storm                                        | 2013      | Win                                                   |
| Shoot Many Robots                                       | 2012      | PS3, X360, WIn                                        |
| Silent Hunter III                                       | 2005      | Win                                                   |
| Silent Hunter 4: Wolves of the Pacific                  | 2007      | Win                                                   |
| Silent Hunter IV: U-Boat Mission                        | 2008      | Win                                                   |
| Skateball                                               | 1989      | Ami, CPC, Amstrad GX, ST, C64, DOS, ZX                |
| Skull Caps                                              | 1998      |                                                       |
| South Park: The Fractured But Whole                     | 2017      | PS4, XBO, Win                                         |
| South Park: The Stick of Truth                          | 2014      | PS3, X360, Win                                        |
| Spartacus Legends                                       | 2013      | PS3, X360                                             |
| Speed Busters: American Highways                        | 1998      | Win                                                   |
| Speed Devils                                            | 1999      | DC                                                    |
| Speed Devils Online Racing                              | 2000      | DC                                                    |
| Sphaira                                                 | 1989      | CPC                                                   |
| Sprung                                                  | 2004      | NDS                                                   |
| Star Wars Episode III: Revenge of the Sith              | 2005      | PS2, Xbox, GBA                                        |
| Star Wars Trilogy: Apprentice of the Force              | 2004      | GBA                                                   |
| Star Wars: Lethal Alliance                              | 2006      | PSP, NDS                                              |
| Style Lab: Makeover                                     | 2009      | NDS                                                   |
| Stratego - Next Edition                                 | 2007      | NDS                                                   |
| Steep                                                   | 2016      | Win, PS4, XBo                                         |
| Street Racer                                            | 1994      | Ami, DOS, GB, PS, SAT, GEN, SNES                      |
| Street Riders                                           | 2006      | PSP                                                   |
| Sunny Garcia Surfing                                    | 2001      | PS2                                                   |
| Surf's Up                                               | 2007      | X360, PS3, Wii, PSP, PS2, GCN, NDS, GBA, Win          |
| Sub Culture                                             | 1997      | Win                                                   |
| Stupid Invaders                                         | 2000      | DC, Win                                               |
| Telefoot Manager                                        | 2002      | PS1                                                   |
| Terres et Conquérants                                   | 1989      | CPC                                                   |
| The Expendables 2: The Video Game                       | 2012      | PS3, X360, Win                                        |
| The Hip Hop Dance Experience                            | 2012      | X360, Wii                                             |
| Tenchu: Shadow Assassins                                | 2009      | Wii, PSP                                              |
| Tennis Arena                                            | 1997      | SAT, PS1                                              |
| Tetris Ultimate                                         | 2014      | Win, XBO, PS4, 3DS, PSVita                            |
| Tom Clancy's The Division                               | 2016      | PS4, XBO, Win                                         |
| Tom Clancy's EndWar                                     | 2008      | X360, PS3, NDS, PSP, Win                              |
| Tom Clancy's H.A.W.X                                    | 2009      | Win, X360, PS3                                        |
| Tom Clancy's H.A.W.X 2                                  | 2010      | Win, X360, PS3                                        |
| Tom Clancy's Ghost Recon                                | 2001      | Win, Xbox, PS2, GCN                                   |
| Tom Clancy's Ghost Recon: Desert Siege                  | 2003      | Win                                                   |
| Tom Clancy's Ghost Recon: Island Thunder                | 2003      | Xbox, Win                                             |
| Tom Clancy's Ghost Recon: Jungle Storm                  | 2004      | PS2, N-GAGE                                           |
| Tom Clancy's Ghost Recon 2                              | 2004      | Xbox, PS2, GCN                                        |
| Tom Clancy's Ghost Recon 2: Summit Strike               | 2005      | Xbox                                                  |
| Tom Clancy's Ghost Recon Advanced Warfighter            | 2006      | Xbox, X360, Win, PS2                                  |
| Tom Clancy's Ghost Recon Advanced Warfighter 2          | 2007      | X360, PS3, Win                                        |
| Tom Clancy's Ghost Recon: Future Soldier                | 2012      | X360, PS3, Win                                        |
| Tom Clancy's Ghost Recon Predator                       | 2010      | PSP                                                   |
| Tom Clancy's Ghost Recon: Shadow Wars                   | 2011      | 3DS                                                   |
| Tom Clancy's Ghost Recon Online                         | 2012      | Win, WiiU                                             |
| Tom Clancy's Ghost Recon Wildlands                      | 2017      | Win, XBO, PS4                                         |
| Tom Clancy's Rainbow 6: Patriots                        | Cancelled | Win, XBO, PS4                                         |
| Tom Clancy's Rainbow Six: Rogue Spear                   | 1999      | Win, Mac, DC, PS1                                     |
| Tom Clancy's Rainbow Six: Rogue Spear: Urban Operations | 2000      | Win                                                   |
| Tom Clancy's Rainbow Six: Rogue Spear: Black Thorn      | 2001      | Win                                                   |
| Tom Clancy's Rainbow Six 3: Raven Shield                | 2003      | Win, Xbox, PS2, GCN                                   |
| Tom Clancy's Rainbow Six 3: Raven Shield: Athena Sword  | 2004      | Win                                                   |
| Tom Clancy's Rainbow Six 3: Raven Shield: Iron Wrath    | 2005      | Win                                                   |
| Tom Clancy's Rainbow Six 3: Black Arrow                 | 2004      | Xbox                                                  |
| Tom Clancy's Rainbow Six: Lockdown                      | 2005      | Xbox, PS2, GCN, Win                                   |
| Tom Clancy's Rainbow Six: Critical Hour                 | 2006      | Xbox                                                  |
| Tom Clancy's Rainbow Six Siege                          | 2015      | Win, PS4, XBO                                         |
| Tom Clancy's Rainbow Six: Vegas                         | 2006      | X360, Win, PS3, PSP                                   |
| Tom Clancy's Rainbow Six: Vegas 2                       | 2008      | X360, Win, PS3                                        |
| Tom Clancy's Splinter Cell                              | 2002      | Xbox, PS2, GCN, Win                                   |
| Tom Clancy's Splinter Cell: Pandora Tomorrow            | 2004      | Xbox, PS2, GCN, Win                                   |
| Tom Clancy's Splinter Cell: Chaos Theory                | 2005      | Xbox, PS2, GCN, Win                                   |
| Tom Clancy's Splinter Cell: Essentials                  | 2006      | PSP                                                   |
| Tom Clancy's Splinter Cell: Double Agent                | 2006      | Xbox, PS2, Win, X360, GCN, Wii                        |
| Tom Clancy's Splinter Cell: Conviction                  | 2010      | Win, X360                                             |
| Tom Clancy's Splinter Cell: Blacklist                   | 2013      | Win, X360, PS3, WiiU                                  |
| Totally Spies! Totally Party                            | 2008      | PC, Wii, PS2                                          |
| Toy Soldiers: War Chest                                 | 2015      | Win, XBO, PS4                                         |
| The Adventures of Tintin                                | 2011      | PC, X360, Wii, PS3, 3DS                               |
| The Adventures of Valdo and Marie                       | 1997      | Win                                                   |
| The Crew                                                | 2014      | Win, X360, XBO, PS4                                   |
| The Dukes of Hazzard: Return of the General Lee         | 2004      | Xbox, PS2                                             |
| The Elder Scrolls III: Morrowind                        | 2002      | Win, Xbox                                             |
| The Settlers IV: Mission Pack                           | 2002      | Win                                                   |
| The Settlers IV: The Trojans and the Elixir of Power    | 2002      | Win                                                   |
| The Settlers: Heritage of Kings                         | 2005      | Win                                                   |
| The Settlers II 10th Anniversary                        | 2007      | Win                                                   |
| The Settlers: Rise of an Empire                         | 2007      | Win                                                   |
| The Settlers 7: Paths to a Kingdom                      | 2010      | Win, Mac                                              |
| The Smurfs Dance Party                                  | 2011      | Wii                                                   |
| The Smurfs                                              | 2011      | Wii, NDS, 3DS                                         |
| The Smurfs 2                                            | 2013      | X360, Wii, PS3, NDS, Wii U                            |
| The Political Machine                                   | 2004      | Win                                                   |
| The Sum of All Fears                                    | 2002/2003 | GCN, Win, GBA                                         |
| TIM7                                                    | 1996      | Win                                                   |
| TMNT                                                    | 2007      | X360, PS3, PSP, NDS, GCN, Wii, GBA, Win, PS2          |
| Teenage Mutant Ninja Turtles: Smash-Up                  | 2009      | Wii, PS2                                              |
| Tonic Trouble                                           | 2000      | Win, N64                                              |
| Tork: Prehistoric Punk                                  | 2005      | Xbox                                                  |
| Trials Evolution                                        | 2012      | XBLA                                                  |
| Trials Evolution: Gold Edition                          | 2013      | Win                                                   |
| Trials Fusion                                           | 2014      | PS4, X360, XBO, Win                                   |
| Trollz: Hair Affair!                                    | 2005      | GBA                                                   |
| TrackMania Turbo                                        | 2016      | Win, PS4, XBO                                         |
| TV Show King Party                                      | 2008      | Wii                                                   |
| Twinworld                                               | 1989      | Acorn Archimedes, Ami, CPC, ST, C64                   |
| Unreal                                                  | 1990      | Ami, DOS, ST                                          |
| Uru: Ages Beyond Myst                                   | 2003      | Win                                                   |
| Uru: The Path of the Shell                              | 2004      | Win                                                   |
| Theocracy                                               | 2000      | Win                                                   |
| Valiant Hearts: The Great War                           | 2014      | PS3, PS4, X360, XBO, Win                              |
| Velvet Assassin                                         | 2009      | X360, Win, Mac                                        |
| Warlords Battlecry II                                   | 2002      | Win                                                   |
| Warlords IV: Heroes of Etheria                          | 2003      | Win                                                   |
| War World                                               | 2012      | Win                                                   |
| Watch Dogs                                              | 2014      | Win, X360, XBO, PS3, PS4, WiiU                        |
| Watch Dogs 2                                            | 2016      | Win, XBO, PS4                                         |
| Wheelman                                                | 2009      | Win, X360, PS3                                        |
| Will Rock                                               | 2003      | Win                                                   |
| Winnie the Pooh's Rumbly Tumbly Adventure               | 2005      | GBA, GCN, PS2                                         |
| World in Conflict                                       | 2007      | Win                                                   |
| World in Conflict: Soviet Assault                       | 2009      | Win                                                   |
| World in Conflict: Complete Edition                     | 2009      | Win                                                   |
| Worms World Party                                       | 2001      | Win, PS, GBA, N-Gage                                  |
| XIII                                                    | 2003      | Xbox, PS2, GCN, Win                                   |
| Yohoho! Puzzle Pirates                                  | 2005      | Win                                                   |
| Your Shape                                              | 2009      | Wii                                                   |
| Your Shape: Fitness Evolved 2012                        | 2012      | X360                                                  |
| Your Shape: Fitness Evolved 2013                        | 2013      | WiiU                                                  |
| Zombi                                                   | 1986      | CPC, Ami, C64, DOS, ST, ZX                            |
| ZombiU                                                  | 2012      | WiiU                                                  |
| Zeit²                                                   | 2011      | X360,Win                                              |

## Ubisoft în România
Compania este prezentă și în România, unde în decembrie 2008 avea două centre de dezvoltare de jocuri, unul la București (primul studio din afara Franței, deschis în 1992), unde lucrau peste 700 de angajați, și unul la Craiova (deschis în 2008), cu aproximativ 50 de angajați.
Număr de angajați:
- 2010: 779[60]
- 2007: 480[61]

Cifra de afaceri:
- 2010: 19,4 milioane euro[60]
- 2007: 12,6 milioane euro[62]
- 2006: 8,9 milioane euro[61]